# 爱因斯坦-布里渊-克勒方法
爱因斯坦-布里渊-克勒方法是量子力学中计算量子系统本征值的一种半经典近似方法，也简称为方法。例如在一个具有任意满足束缚态条件的中心势的两体系统中，运用方法可以建立量子化方程从而求解出系统的能级。方法所基于的原理是能量的守恒律，从而避免了牛顿力学或薛定谔的波动力学中的微分方程形式。